# Evangelische Kirche St. Moritz Bad

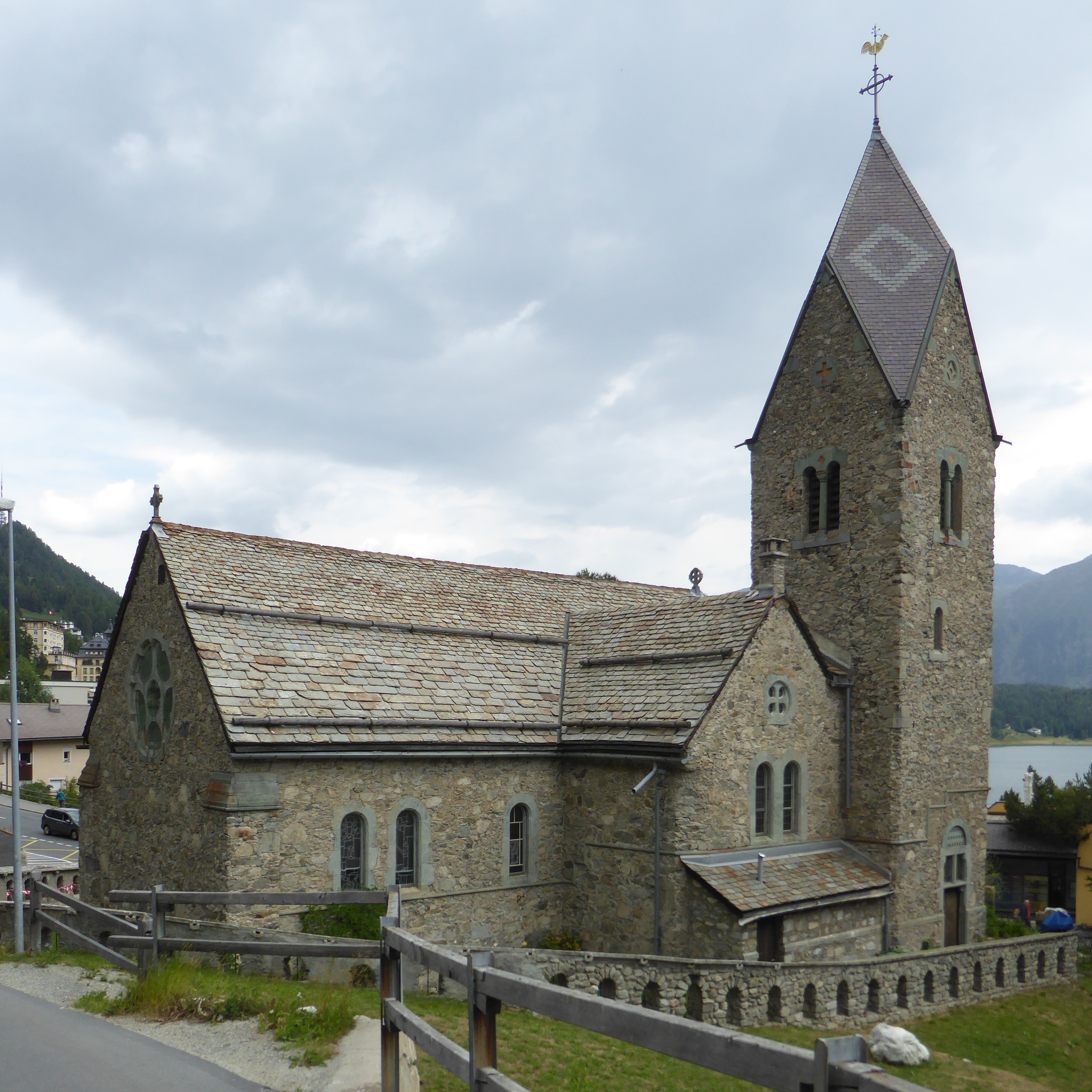
Aussenansicht

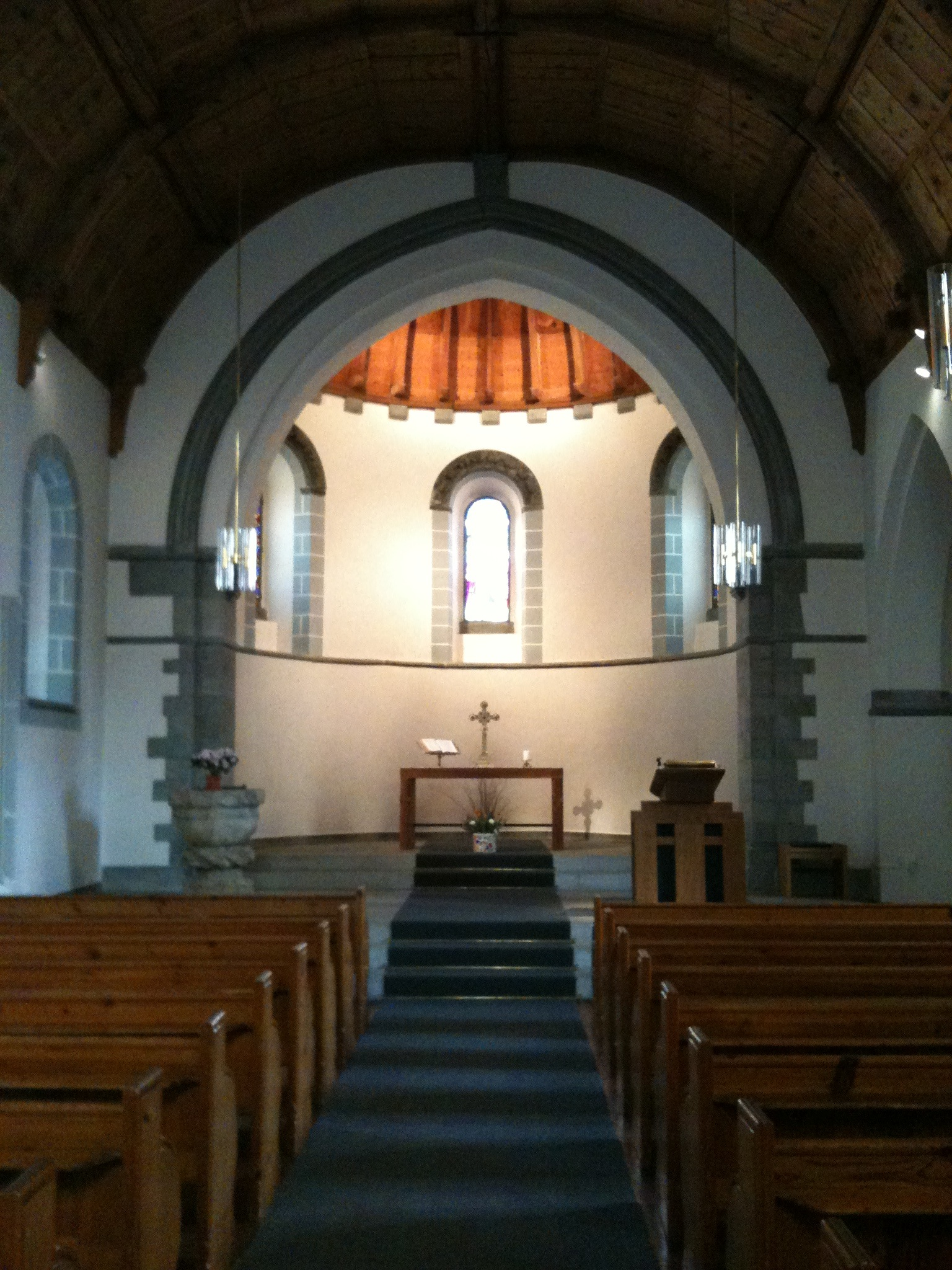
Kircheninneres

Die evangelische Kirche in St. Moritz Bad ist ein evangelisch-reformiertes Gotteshaus unter dem Denkmalschutz des Kantons Graubünden. Sie befindet sich an der Via dal Bagn und wird zur Unterscheidung von der reformierten Dorfkirche auch Badkirche genannt.

## Geschichte und Ausstattung
Sie wurde Ende des 19. Jahrhunderts als anglikanischer Sakralbau in Sichtmauerwerk und mit einem Turm, der in der Form eines Bergspitzes auf Wimpergen aufsetzt, errichtet und trug der Blütezeit des britischen Wintertourismus im Engadin Rechnung. Die Kirche vereint in historistischem Stil Bauelemente der Gotik und der Romanik.
In der Kirche finden sich mehrere Glasgemälde von englischen Glaskünstlern aus der Zeit von 1871 bis 1885 sowie drei Werke von Gian Casty in der Südfront des Schiffes:
- Schöpfung (1974) mit Kakadu, Wildkatze, Häslein und mittendrin ein Menschenpärchen.
- Noah und die Taube (1974) mit dem wartenden Noah auf dem Bug der Arche und der Taube mit dem Zweig im Schnabel.
- Maria mit Kind (1983). Aus dem Nachlass von Gian Casty und nachträglich durch Gian Pedretti ergänzt und ins Fenster eingepasst.[1]

Wertvoll ist der polygonale spätgotische Taufstein, der aus der alten Mauritiuskirche stammt und auf deren Gründerzeit von 1500 zurückgeht. Der Altar wurde auch nach der Übertragung der Kirche an die Reformierten zentral im Chor beibehalten. Das Kirchenschiff ist von einem Holztonnengewölbe überzogen und hat rechtsseitig ein angedeutetes Seitenschiff.

## Kirchliche Organisation
Die Evangelisch-reformierte Landeskirche Graubünden führt St. Moritz Bad als eine Predigtstätte der Kirchgemeinde Oberengadin (romanisch: Baselgia evangelica-refurmeda Engiadin’Ota), umgangssprachlich Refurmo genannt.

## Galerie

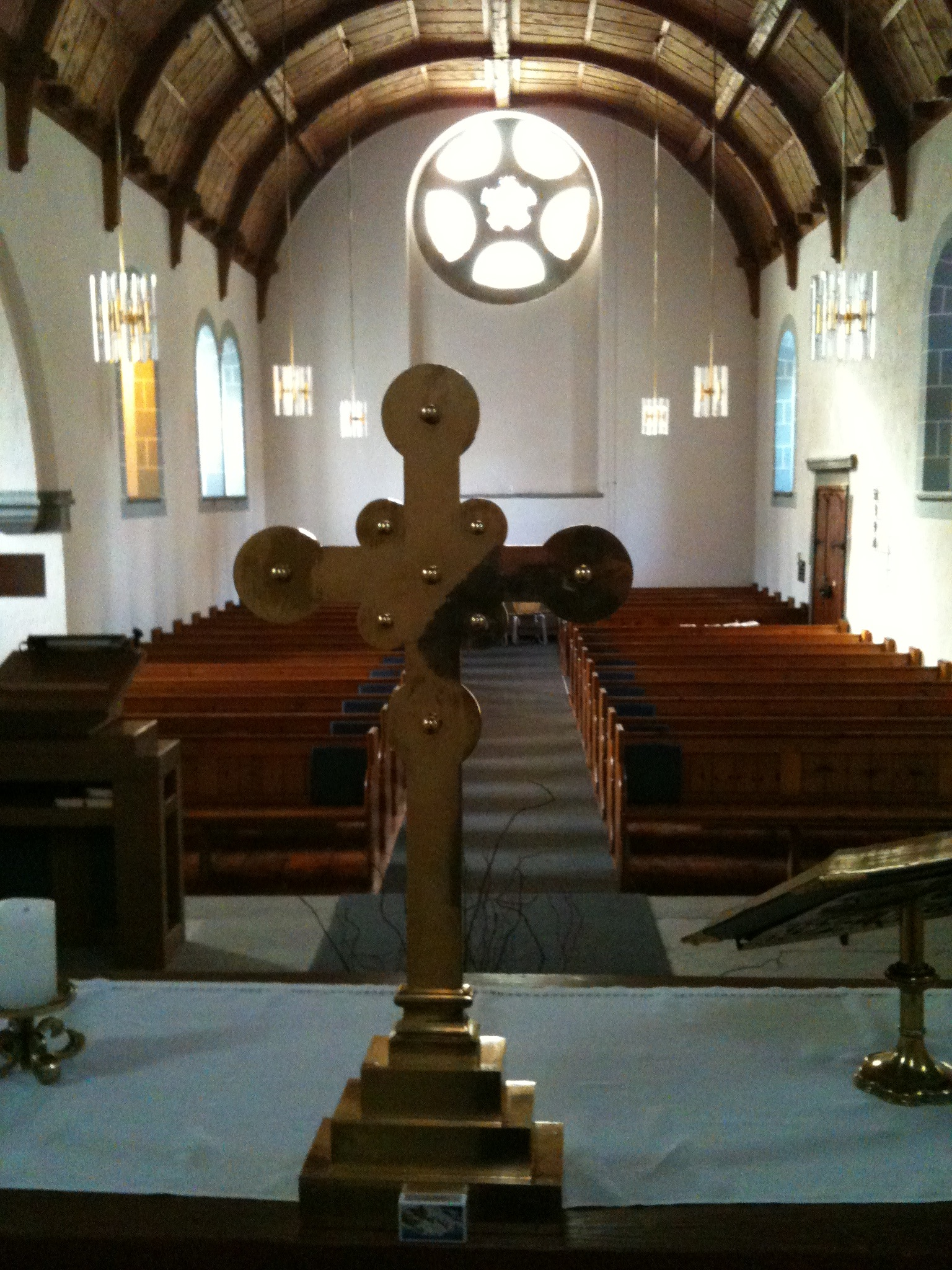
Blick vom Chor in das Schiff
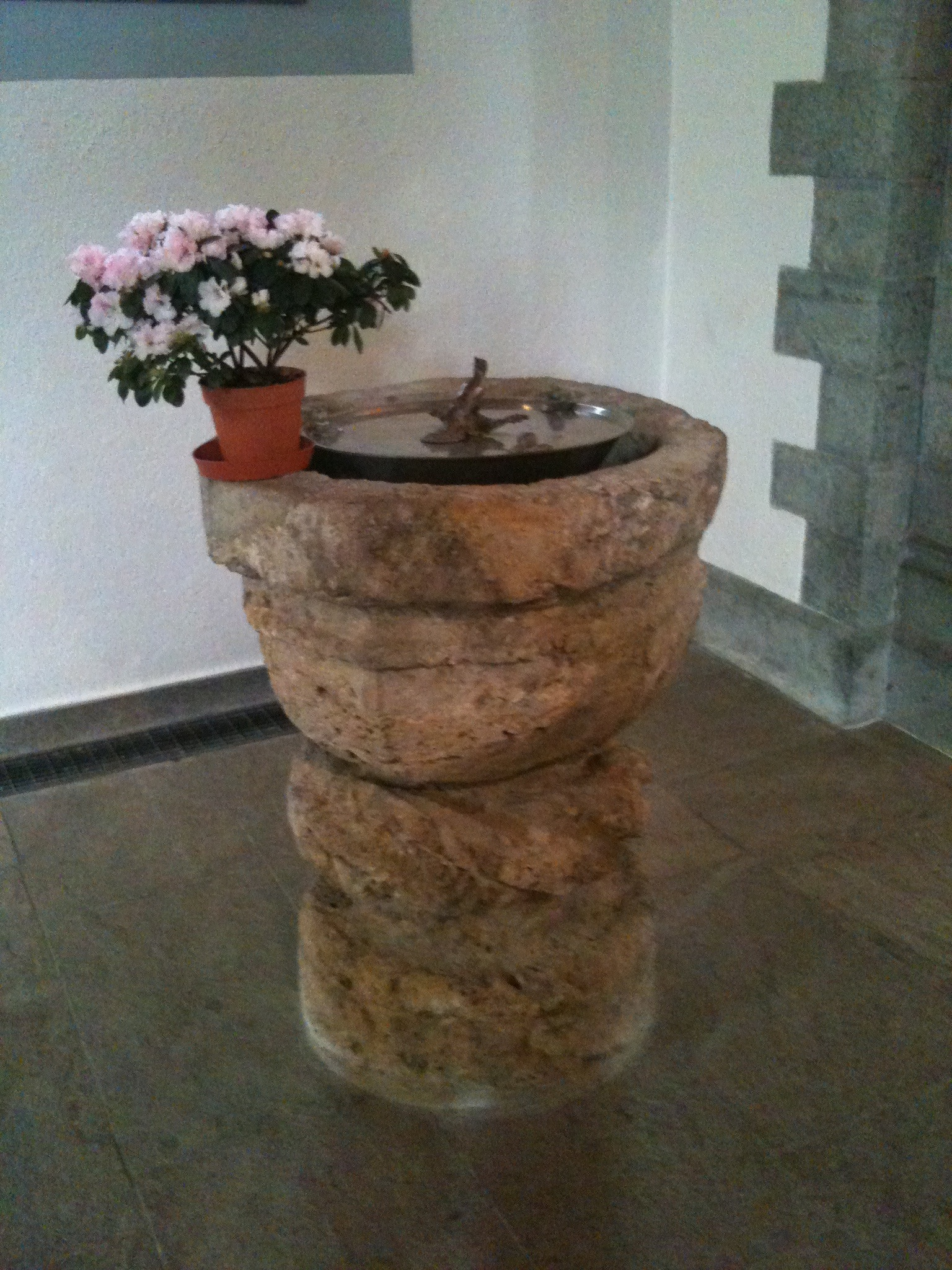
Taufstein aus der Mauritiuskirche
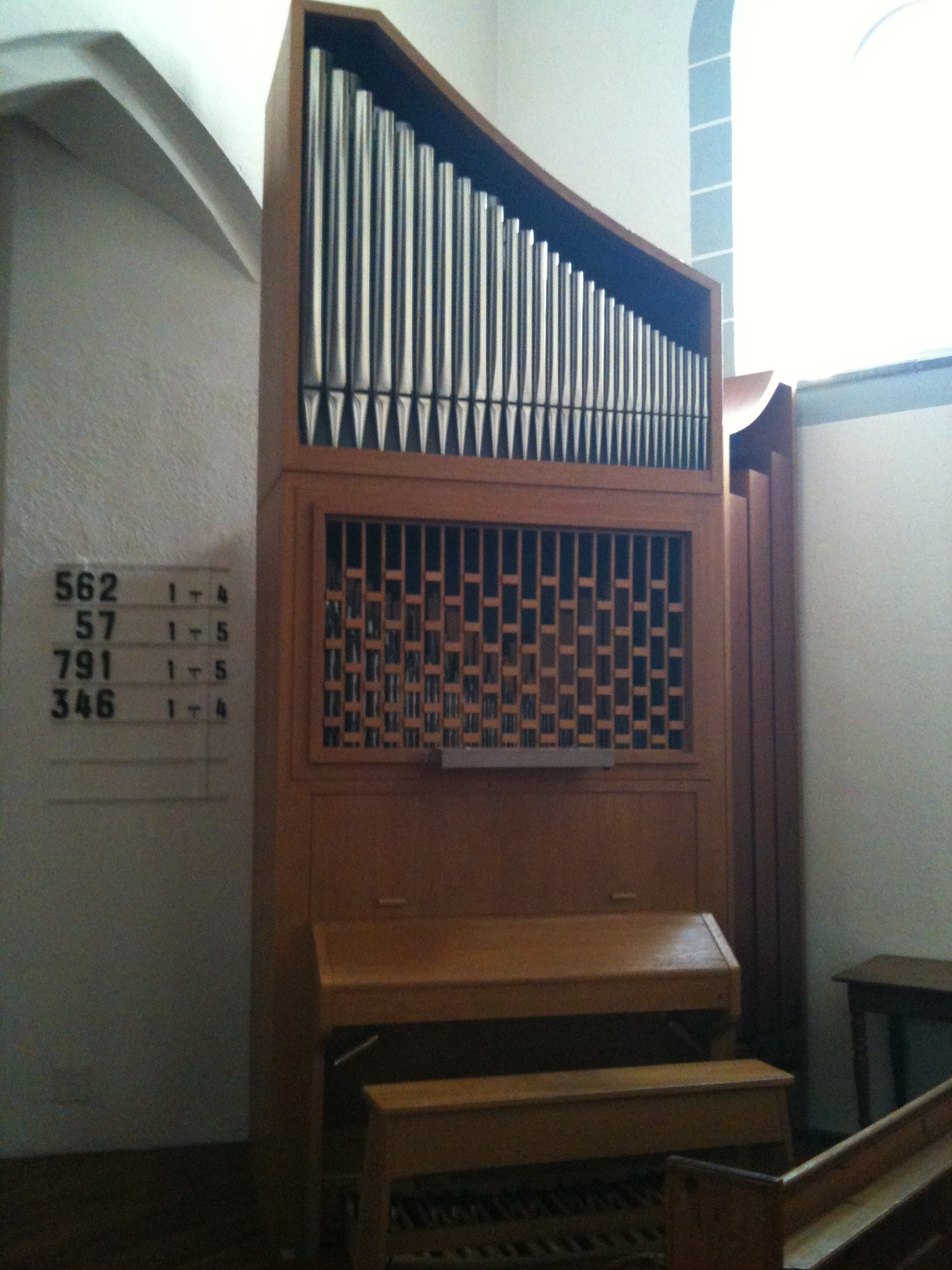
Bosch-Orgel von 1967
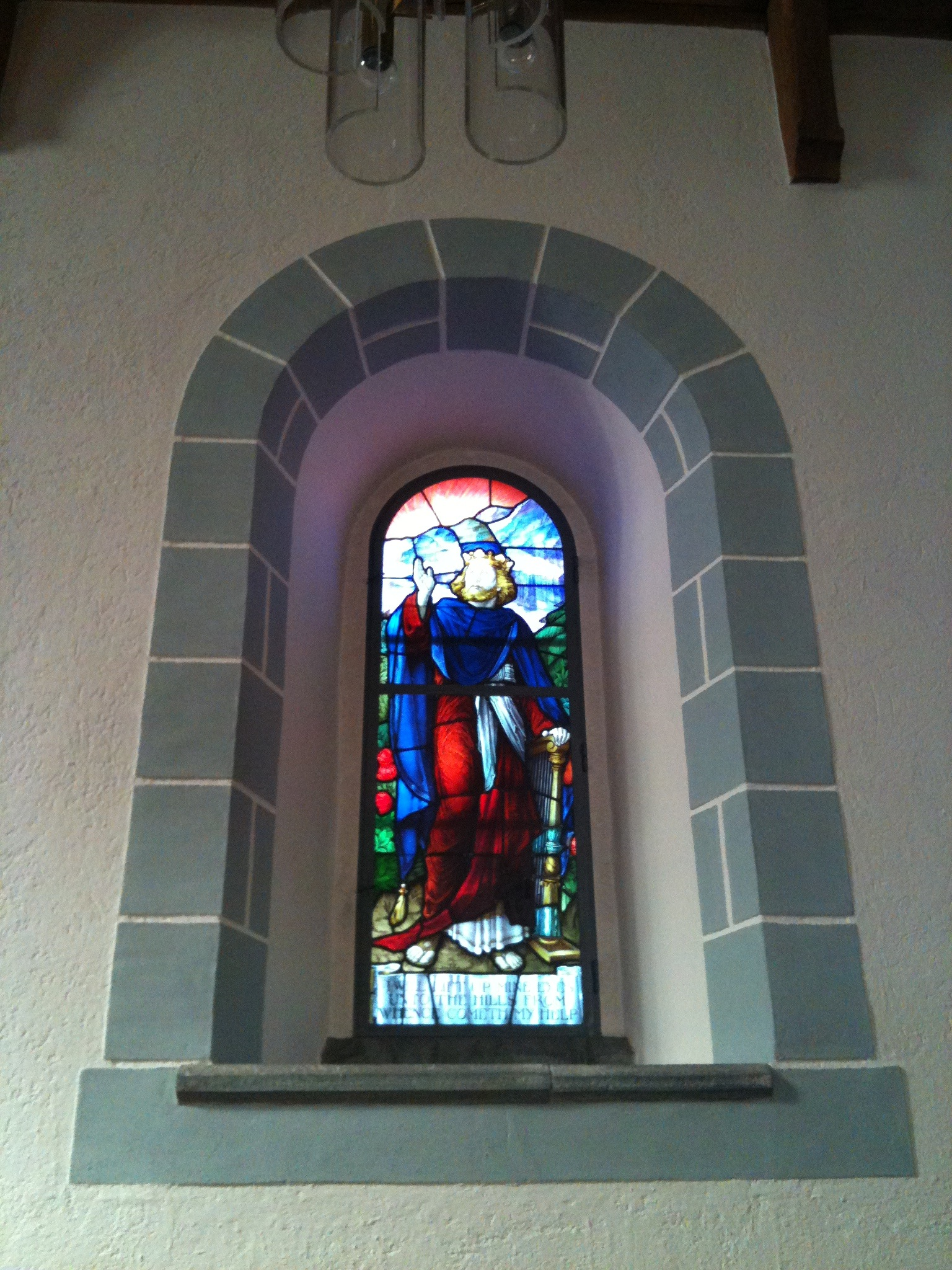
Glasfenster
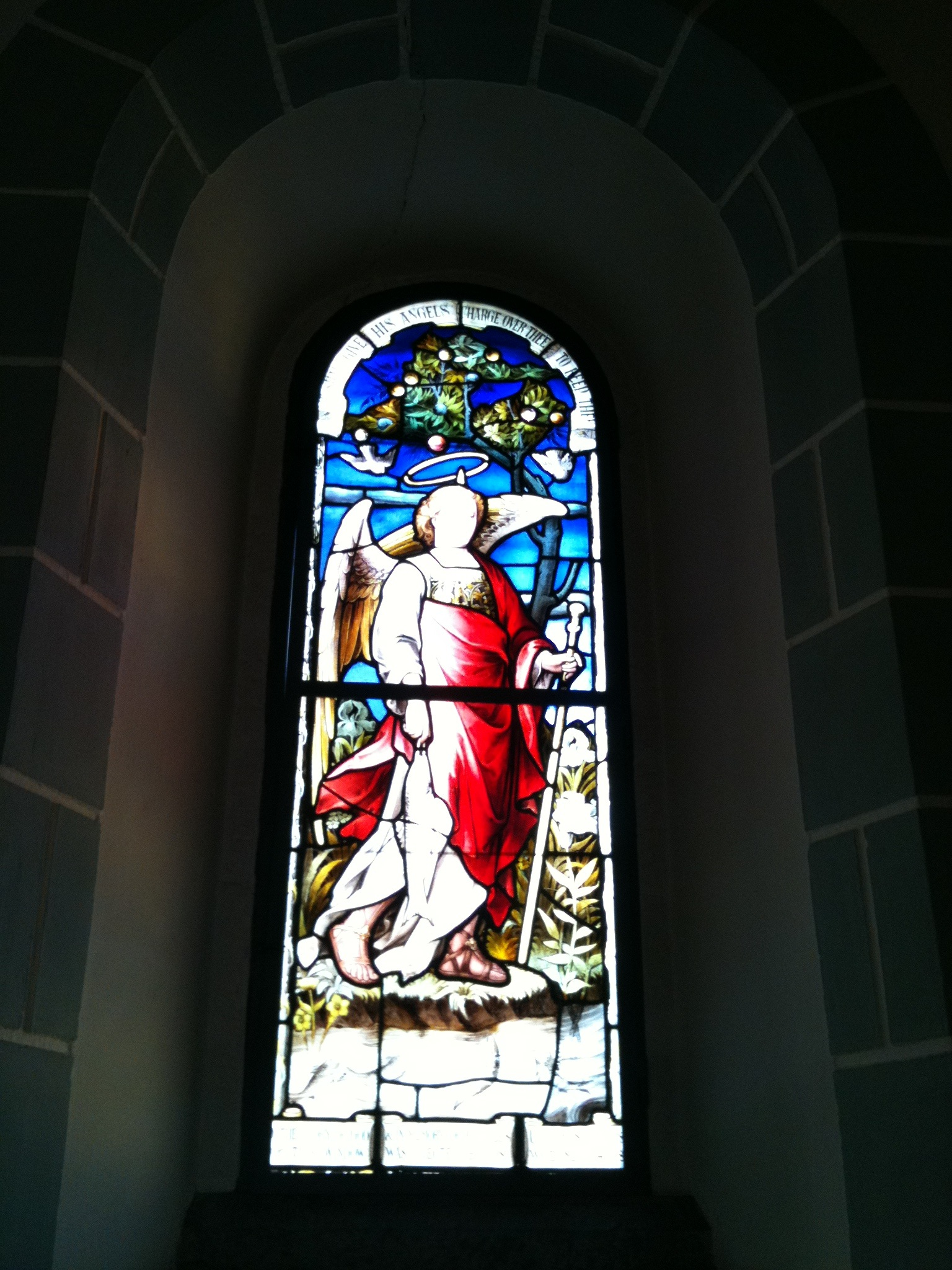
Glasfenster
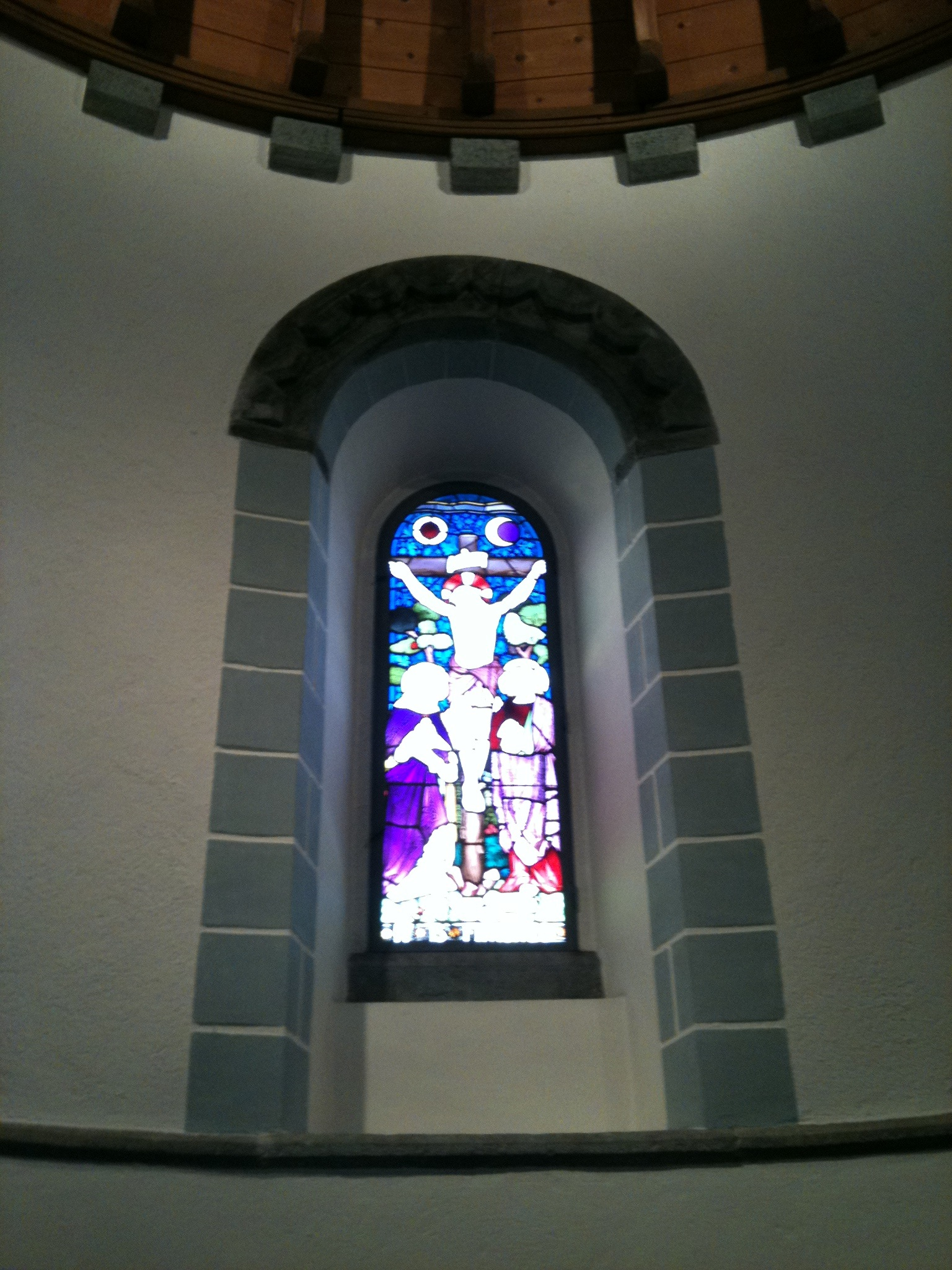
Glasfenster